# Magdalena García Robson
Magdalena García Robson (1916-2009) fue una pianista, docente y compositora argentina.

## Trayectoria
Egresó del Profesorado superior de Piano en 1936 y de Composición en 1940 -Conservatorio Nacional de Música y Declamación y a partir de 1939 Conservatorio Nacional de Música “Carlos López Buchardo”-. Sus maestros fueron Ricardo Máximo Rodríguez, José Gil, Athos Palma, Constantino Gaito. 
En 1942 el Ministerio de Justicia, Culto e Instrucción Pública le otorgó la medalla de oro a la mejor compositora. Fue cinco veces premiada por la Comisión Nacional de Cultura y dos veces por la Municipalidad de la Ciudad de Buenos Aires. 
Su trayectoria como pianista se extendió por todo el país y en 1945 realizó su primer concierto de piano en el Teatro Colón (no se consigna que obras ejecutó). 
Desarrolló una importante actividad docente en el Conservatorio Municipal Manuel de Falla y en el Conservatorio Nacional de Música “Carlos López Buchardo”, donde fue la primera mujer en ser su directora. Ejerció también el periodismo musical en la revista Arte y Letras.

## Obra
La música de Magda García Robson se encuentra fotografiada en el Instituto de Investigación en Etnomusicología del Gobierno de la Ciudad de Buenos Aires.
Piano:
- Tema y variaciones.
- Preludio Romántico.
- Coral y Variaciones Nº5.
- Suite estilo Bach.
- Sonatina.
- Estampas.

Canto y Piano:
- Dos lieders estilo Schumman.
- La Vieille Terre.
- Coplas de Soledad.
- Canciones Criollas. Premio de la Comisión Nacional de Cultura de 1942.
- Canciones Argentinas.Alba con luna. Lied. Sueña el alfarero. El jardín de los niños (Los Molineritos, Poema de Rosa y Clavel, Granito de Trigo, Bichito Mil colores, Pedrito Caracol). Premio de la Municipalidad de Buenos Aires de 1944.
- Dos Cantares. De las peñas sale el agua. Canta mi vida canta.
- Copla Festiva. Premio de la Municipalidad de Buenos Aires de 1947.
- Copla de amores.
- Copla Norteña.
- Copla del Recuerdo Triste.
- Cantos del Corazón.
- Desde que a mi bien perdí.
- ¡Que penetrante dolor!
- El naranjo tiene espinas.
- La Costurerita.
- Canción de cuna.

Canto y conjunto de cámara:
- Coplas de Soledad.
- Candela fui.
- Me allegué hasta el Camposanto.
- A mi puerta has de golpear.
- Boceto Granadino.
- Variaciones Breves.

Coro:
- Motete y Fuga para 2, 3 y 4 Voces.
- Canción de la cosecha para voces mixtas.
- Tierra Natal para 4 voces femeninas.

Orquesta:
- La Cenicienta (serie de tres cuadros).
- Leyenda de la llanura (poema sinfónico).
- Tres Bocetos Sinfónicos. Premio de la Comisión Nacional de Música de 1951.
- El Señor Corregidor. ópera

Sus obras Sinfónicas fueron estrenadas por la Orquesta Sinfónica de la Ciudad de Buenos Aires, dirigidos por Juan Francisco Giacobbe y Washington Castro respectivamente. También sus obras se presentaron en el Teatro Nacional Cervantes durante el ciclo de Conciertos de Música Argentina de Cámara.